# Thomas Boudin
Pour les articles homonymes, voir Boudin.
Thomas Boudin (1570 - 24 mars 1637, Paris) est un sculpteur français.

## Biographie
Thomas Boudin est né en 1570 à Paris au sein d'une famille d'artistes qui évolue dans Paris et ses environs. Il habite sur la paroisse de Saint Eustache qui se situe rue Montorgueil. Sculpteur, il a pour père Guillaume Boudin (1567-1614), qui est spécialisé dans la sculpture de panneaux.
Thomas Boudin est l'apprenti de Mathieu Jacquet en 1584, et participe à son atelier jusqu'en 1595.  Il obtient ses privilèges de Sculpteur officiel du Roi en 1606.
En 1607 et 1608, il a des filles. En 1610, il lui naît un fils qui est tenu sur les fonts baptismaux par Barthélemy Tremblay : il se nomme Barthélémy Boudin, qui sera lui aussi sculpteur du Roi.
Thomas Boudin est un des signataires des statuts que la communauté des maîtres-peintres et sculpteurs révise le 16 janvier 1619.
Il décède à Paris le 24 mars 1637.

## Famille
Il fait baptiser en 1604 son fils aîné Guillaume Boudin, dont le parrain est Guillaume Périer, sculpteur du roi.
Thomas Boudin est le père de Barthélémy Boudin, sculpteur, qui a réalisé en 1642 le tombeau du duc de Sully à Nogent-le-Rotrou.

## Œuvres
| Photo | Date                     | Pièce                                                        | Lieu | Description |
| ----- | ------------------------ | ------------------------------------------------------------ | --- | --- |
|       | 1606                     | Sculpture sur bois                                           | Chambre du roi Henri IV de France Palais du Louvre | |
|       | À partir du 2 juin 1610  | Quatre groupes en pierre (ainsi qu’un évêque dans une niche) | Clôture de chœur de la cathédrale Notre-Dame de Chartres | 1. la Résurrection (n° 29) 2. Les saintes femmes au tombeau (n° 30) 3. les Disciples d’Emmaüs (n° 31) 4. les Trois Maries et Saint-Thomas (n° 32) Les quatre groupes sont placés du côté nord du déambulatoire. Le dernier versement de fonds eut lieu le 6 juillet 1611, et un des groupes porte la date de 1611. |
|       | À partir du 21 août 1610 | Trois groupes en pierre                                      | Clôture de chœur de la cathédrale Notre-Dame de Chartres | 1. la Tentation du Christ (n° 16) 2. la Cananéenne (n° 17) 3. la Transfiguration (n° 18) Posés du côté sud du déambulatoire, ils sont terminés en 1612, et l’un d’eux porte cette date à côté du nom de l’artiste.                                                                                                 |
|       | 1613-1614                | Sculptures                                                   | Église Saint-Germain-l'Auxerrois (Paris) | |
|       | 1618                     | Cheminée                                                     | Salle du Trône, Hôtel de ville de Paris | Selon M. Leroux de Lancy, dans l’histoire qu’il a publiée de ce monument. La cheminée est au sud, en face de celle que Pierre Biard le père avait faite en 1608. Thomas Boudin s’était engagé à la livrer complètement achevée le jour de la saint Jean de l’année 1618 moyennant cinq mille livres tournois.      |
|       | 1619                     | Tombeau de Diane de France                                   | Chapelle de Notre-Dame-de-Bon-Secours des Minimes de la place Royale, aujourd'hui dans le pavillon dans la cour de la Bibliothèque historique de la ville de Paris | |
|       | 1625                     | Tombeau de Madeleine Marchand                                | | Aujourd'hui au Palais du Louvre |
|       | 1632                     | Reliquaire monumental                                        | basilique Saint-Denis | |
|       | 1634                     | Tabernacle                                                   | Prieuré Saint-Martin-des-Champs | |
|       | 1634                     | Statues de façade                                            | Église Saint-Gervais-Saint-Protais de Paris | |
|       | 1635                     | Bas relief en bronze du piédestal                            | Statue équestre d'Henri IV sur le pont Neuf | |